# Très Court International Film Festival
O Très Court International Film Festival é um festival de cinema de curtas-metragens criado em 1999 e realizado todos os anos em dezenas de cidades simultaneamente.
O festival tem o objectivo de promover a produção de filmes em formato "Muito Curto" (no máximo 3 minutos, excluindo-se o título e créditos). As produções vêm de todo o mundo. A selecção internacional de filmes é transmitida simultaneamente em todas as cidades participantes.